# 伊達稙宗
伊達稙宗（1488年－1565年7月16日）是陸奥國的戰國大名。伊達氏第十四代當主。享年78歲。上洛祝賀幕府將軍第十一代將軍就任將軍一職，接受幕府將軍足利義稙的偏諱，從而將伊達高宗正式改名為伊達稙宗。以政略婚姻及過繼子女的政治外交手段增強自家勢力範圍的想法來與鄰近勢力的相馬家、蘆名家、田村家、懸田家、大崎家、上杉家、桑折家、亘理家、葛西家、二階堂家等多大名勢力結成聯姻親戚。由於三男伊達實元本來打算將過繼給上杉定實成為養子，但長男晴宗反對將三男實元過繼給上杉家，從而爆發奧州長達6年的內亂天文之亂。

## 生平
在長享2年（1488年）出生，為第13代當主伊達尚宗嫡長子。一開始的名字為高宗。永正11年（1514年），因為父親死去而繼承家督成為第14代當主。同年，稙宗突然侵攻北方的最上氏山形城。當時的最上家9代當主以義定為中心聚集了天童氏、清水氏、延澤氏等各地最上氏有力支族、以及降伏的寒河江氏等，但是這支連合軍與稙宗在長谷堂城戰鬥時敗北，岳父野邊直廣和吉川政周（寒河江一族）戰死，由於最上家的戰敗。永正12年（1515年）迎娶稙宗的妹妹並締結和議並讓最上家，臣屬伊達家。永正14年（1517年），為了祝賀第11代將軍足利義稙而上洛(前往京都)，進貢了大量的物品，而經由擔任管領細川高國那裡獲得了左京大夫的官職（左京大夫是本來的奥州探題大崎氏所世襲的官位。而伊達氏能夠獲得此官位，就代表於名於實都已經取代了大崎氏。稙宗也利用此點，使自己的家格與家名提升許多。（小林宏  創文社 1970））。同時他也提出「一字拜領」（日本戰國時代中常見的一種賞賜，從將軍的名字中選取一字作為自己的名字，以表示忠誠）的希望，把名字改成了稙宗。大永2年（1522年）被任命為陸奥守護，在天文元年（1532年）時把居城從梁川城移到了西山城。
至於其他的内政與外交方面，不斷的重複與最上氏、葛西氏、岩城氏等抗爭，擴大了勢威。但是在天文11年（1542年）時，因為三男伊達實元將送到越後守護上杉定實當養子與相馬顯胤要求割讓伊達家領地等事件，與長男伊達晴宗跟其家臣團產生了對立，而被晴宗幽禁在西山城。後來經由小梁川宗朝的幫忙被救出之後，開始徹底的跟晴宗對立，也引起了招致奥州全體混亂的天文之亂。父子之爭一開始是由稙宗獲得優勢，但在天文16年（1547年），因為同一陣線的蘆名盛氏（当时蘆名氏是除了伊达氏外的陆奥有力大名）投靠了晴宗，戰況急轉直下，在天文17年（1548年）9月，稙宗投降，結束了這場父子之爭，不得不把家督的位置讓給晴宗而隱居於丸森城。
永祿8年（1565年）6月19日於丸森城死去。享年78。小梁川宗朝在墓前殉死。

## 人物・逸話
- 是一位優於智謀的人物，使用巧妙的外交手段獲得了伊達氏代代都想獲得的陸奥守護一職。另外，稙宗擁有14個兒子與7個女兒，以婚姻或養子形式與附近的大名取得了親戚關係，巧妙的擴大了勢力。（但是、只是送養子而該大名家沒有滅亡時，當然不可能吸收其領土，伊達氏的領地領也沒有擴大。）

- 天文5年（1536年），制定了多達169條的分國法『塵芥集』，打穩了伊達氏發展的基礎。

- 天文之亂不只是與晴宗的父子對立，也含有對於家臣團領主（伊達家當主）的不滿，以及守護自身權益的要素。

## 政略婚姻與過繼政策 (長幼順序)
開創首例以政略婚姻及過繼子女的政治手段增強自家勢力範圍的想法來與鄰近勢力的相馬家、蘆名家、田村家、懸田家、大崎家、上杉家、桑折家、亘理家、葛西家、二階堂家等多大名勢力結成聯姻親戚。
- 長女嫁予相馬氏第十四代當主相馬顯胤。
- 長男伊達晴宗留在家中繼承伊達家第十五代當主。
- 次女嫁予蘆名氏第十六代當主蘆名盛氏。
- 次男大崎義宣過繼給大崎義直成為大崎氏第十二代當主。
- 三男伊達實元本來打算將過繼給上杉定實成為養子。
- 三女嫁予須賀川二階堂氏第六代當主二階堂照行。
- 四男玄蕃丸
- 四女嫁予田村氏第二十四代當主田村隆顯。
- 五女嫁予懸田氏當主懸田俊宗。
- 五男宗澄
- 六男桑折宗貞過繼給桑折景長，桑折氏是伊達氏第三代當主伊達義廣之庶長子伊達親長所分家庶流家。
- 七男葛西晴清過繼給葛西晴重成為葛西氏第十五代當主。
- 八男梁川宗清是梁川氏之祖，自己的梁川城遷居去西山城則梁山城成為八男宗清的領地。
- 九男村田宗殖過繼給村田近重。
- 十男極樂院宗榮過繼給極樂院善榮。
- 十一男亙理綱宗過繼給亘理宗隆早逝，其弟元宗繼位亘理氏(亙理氏)當主。
- 十二男亙理元宗過繼給亘理宗隆成為亘理氏(亙理氏)第十七代當主。
- 十三男大有康輔東昌寺十四世主持。
- 十四男伊達七郎